# Circondario di Saluzzo
Il circondario di Saluzzo era uno dei quattro circondari in cui era suddivisa la provincia di Cuneo.

## Storia
In seguito all'annessione della Lombardia dal Regno Lombardo-Veneto al Regno di Sardegna (1859), fu emanato il decreto Rattazzi, che riorganizzava la struttura amministrativa del Regno, suddiviso in province, a loro volta suddivise in circondari.
Il circondario di Saluzzo fu creato come suddivisione della provincia di Cuneo; il territorio corrispondeva a quello della soppressa provincia di Saluzzo del Regno di Sardegna, appartenuta alla divisione di Cuneo.
Con l'Unità d'Italia (1861) la suddivisione in province e circondari fu estesa all'intera Penisola, lasciando invariate le suddivisioni stabilite dal decreto Rattazzi.
Il circondario di Saluzzo venne soppresso nel 1926 e il territorio assegnato al circondario di Cuneo.

## Suddivisione
Nel 1863, la composizione del circondario era la seguente:
- mandamento I di Barge
  - Bagnolo Piemonte; Barge
- mandamento II di Cavallermaggiore
  - Cavallerleone; Cavallermaggiore; Cervere; Marene
- mandamento III di Costigliole Saluzzo
  - Costigliole Saluzzo; Rossana
- mandamento IV di Moretta
  - Cardè; Faule; Moretta; Polonghera; Torre San Giorgio
- mandamento V di Paesana
  - Crissolo; Oncino; Ostana; Paesana
- mandamento VI di Racconigi
  - Caramagna Piemonte; Casalgrasso; Racconigi
- mandamento VII di Revello
  - Envie; Revello; Riffredo
- mandamento VIII di Saluzzo
  - Brondello; Castellar; Lagnasco; Pagno; Saluzzo
- mandamento IX di Sampeyre
  - Bellino; Casteldelfino; Frassino; Ponte Chianale; Sampeyre
- mandamento X di Sanfront
  - Gambasca; Martiniana Po; Sanfront
- mandamento XI di Savigliano
  - Genola; Savigliano
- mandamento XII di Venasca
  - Brossasco; Isasca; Melle; Valmala; Venasca
- mandamento XIII di Verzuolo
  - Manta; Piasco; Verzuolo; Villanovetta
- mandamento XIV di Villanova Solaro
  - Monasterolo di Savigliano; Murello; Ruffia; Scarnafigi; Villanova Solaro